# 燙衣機 (小說)
《燙衣機》是一部由史蒂芬·金於1972年所著的短篇小說，當時發佈在Cavalier雜誌上，後來收錄在短篇小說集《有時候，他們會回來》內，1995年改編成同名電影。

## 故事簡介
洗衣工廠發生致命的工業意外，一名女工被被捲入燙衣機內，亨頓警官負責調查，起初他對此都不以為然，後來燙衣機發生越來越意外，亨頓得知一名處女的鮮血滴了在燙衣機上，因此召喚了惡魔，亨頓決定和朋友自行驅魔，可惜他們驅魔不成，燙衣機更走到街上，為禍人間。